# La Baraque (Cressier)
Pour les articles homonymes, voir Baraque.
La Baraque est un lieu-dit et un site archéologique situé sur le territoire de la commune de Cressier dans le canton de Neuchâtel.
Située à 700m d'altitude dans la forêt de l'Eter, sur la route reliant Saint-Blaise à Lignières, la Baraque abrite deux maisons construites au XIXe siècle dont l'une était et est encore la maison du garde forestier.
Historiquement, La Baraque est connue pour avoir été un site archéologique ; Paul Vouga et Samuel Perret y ont découvert un tumulus du Bronze moyen. Aujourd'hui, il est possible de le voir au musée d'archéologie du Laténium.

## Sources
- Hervé Miéville, « Cressier » dans le Dictionnaire historique de la Suisse en ligne, version du 17 août 2005.
- « Tumulus de Cressier », sur notrehistoire.ch (consulté le 21 avril 2013)